# William Gregor
William Gregor (Trewarhenick, Cornualla, 25 de desembre de 1761 - Creed, Cornualla, 11 de juny de 1817) va ser un clergue i mineròleg anglès que va descobrir el metall elemental del titani.
Fill de Francis Gregor i Mary Copley. Va ser educat en el Bristol Grammar School, on es va interessar des de molt jove en química. Després de dos anys va entrar com St John's College, Cambridge, lloc en el qual es va graduar en 1784. Després d'haver aconseguit el DT es va traslladar a Diptford en Devon. Es va casar amb Charlotte Anne Gwatkin en 1790 i va tenir amb ella una filla.